# Callionymus gardineri
Callionymus gardineri là một loài cá biển thuộc chi Callionymus trong họ Cá đàn lia. Loài này được mô tả lần đầu tiên vào năm 1908.

## Phân bố và môi trường sống
C. gardineri có phạm vi phân bố ở Tây Ấn Độ Dương. Loài cá này ưa sống trên đáy cát hoặc bùn ở các vùng biển ven bờ; độ sâu khoảng 30 – 180 m.

## Mô tả
Mẫu vật lớn nhất của C. gardineri có chiều dài cơ thể được ghi nhận là 28 cm. Cơ thể của chúng có màu nâu nhạt hoặc sẫm. Có đốm đen trên gai thứ ba của vây lưng thứ nhất. C. gardineri có dải viền đen cận rìa ở vây hậu môn.
Số gai ở vây lưng: 4; Số tia vây mềm ở vây lưng: 9; Số gai ở vây hậu môn: 0; Số tia vây mềm ở vây hậu môn: 8.